# Apodrepanulatrix helena
Apodrepanulatrix helena är en fjärilsart som beskrevs av George Duryea Hulst 1896. Apodrepanulatrix helena ingår i släktet Apodrepanulatrix och familjen mätare. Inga underarter finns listade i Catalogue of Life.